# Anton Staudinger
Anton Staudinger (* 6. März 1940 in Bad Hall; † 11. Jänner 2025) war ein österreichischer Historiker und Hochschullehrer.

## Jugend und Ausbildung
Anton Staudinger wurde 1940 als Sohn des Hilfsarbeiters Anton Staudinger und dessen Frau Theresia in Bad Hall im damaligen Reichsgau Oberdonau (heute Oberösterreich) geboren. Er absolvierte 1958 das Humanistische Gymnasium der Benediktiner in Kremsmünster und studierte dann Geschichte und Germanistik an der Universität Wien. 1964 legte er die Lehramtsprüfung für Deutsch und Geschichte ab. 1969 promovierte er in Geschichte. Für seine Dissertation über Carl Vaugoin bekam er 1970 den Leopold-Kunschak-Preis verliehen.

## Akademisches Wirken
Ab seiner Gründung 1966 war Staudinger Assistent am Institut für Zeitgeschichte der Universität Wien, von 1976 bis 1983 Oberassistent. 1980 erfolgte die Habilitation mit der Schrift Christlichsoziale Partei und Errichtung der österreichischen Republik. Ab 1983 war Staudinger ao. Universitätsprofessor für Neuere Geschichte mit besonderer Berücksichtigung der Zeitgeschichte. Von 1990 bis 1994 war er zugleich Vorstand des Wiener Zeitgeschichteinstituts.
Er war 1973–1993 Mitarbeiter der Wissenschaftlichen Kommission des Theodor-Körner-Stiftungsfonds und des Leopold-Kunschak-Preises zur Erforschung der österreichischen Geschichte der Jahre 1927–1938. Ab 1980 war er Kuratoriumsmitglied des Dokumentationsarchivs des österreichischen Widerstandes. Ab 1987 war er Mitglied im wissenschaftlichen Beirat des Dokumentationszentrums zur Förderung der unabhängigen tschechoslowakischen Literatur. Ab 1995 war er Vorstandsmitglied im Verein für Geschichte der Arbeiterbewegung.
Ab 1989 war er Mitherausgeber der Österreichischen Zeitschrift für Geschichtswissenschaften.
Am 1. Oktober 2000 ging er als Universitätsmitarbeiter in Pension. Er wurde am Friedhof der Feuerhalle Simmering bestattet.
Staudinger publizierte Werke zur österreichischen Wehr- und Parteiengeschichte der Ersten Republik, zu Aspekten des autoritären Ständestaats, zur österreichischen Identität, aber auch über Kulinarik.

## Publikationen (Auswahl)
- gemeinsam mit Ludwig Jedlicka: Ende und Anfang. Österreich 1918/19. Wien und die Bundesländer. SN-Verlag, Salzburg 1969.
- Bemühungen Carl Vaugoins um Suprematie der Christlichsozialen Partei in Österreich (1930–1933). In: Mitteilungen des Österreichischen Staatsarchivs 23, Wien 1970, S. 297–376.
- Christlichsoziale Judenpolitik in der Gründungsphase der österreichischen Republik. In: Jahrbuch für Zeitgeschichte 1978, Wien 1979, S. 11–48.
- Julius Deutsch (1884–1968). In: Neue österreichische Biographie. Band 20, Wien 1979, S. 50–58 (über Julius Deutsch).
- Austrofaschistische „Österreich“-Ideologie. In: Emmerich Tálos (Hrsg.): „Austrofaschismus“ – Beiträge über Politik, Ökonomie und Kultur 1934–1938, dritte und erweiterte Auflage, Wien 1985, S. 287–316.
- gemeinsam mit  Franziska Helmreich: Nur Knödel. The Ultimate Dumpling Book from Austria, Bavaria & Bohemia. Brandstätter, Wien 1993, ISBN 978-3-85447-435-7.

## Belege
1. ↑  Johanna Gehmacher, Bertrand Perz: Das Institut für Zeitgeschichte trauert um Anton Staudinger (1940-2025). In: Institut  für Zeitgeschichte. Universität Wien, Januar 2025, abgerufen am 22. Januar 2025 (österreichisches Deutsch).
2. 1 2  Biographie Univ.-Prof. i. R. Mag. Dr. Anton Staudinger. (PDF; 61,6 kB) Universität Wien, 22. März 2010, abgerufen am 13. Februar 2019.
3. ↑  Univ.-Prof. i.R. Mag. Dr. Anton Staudinger. In: univie.ac.at. Institut für Zeitgeschichte der Universität Wien, abgerufen am 2. September 2024.
4. ↑  Anton Staudinger in der Verstorbenensuche bei friedhoefewien.at
5. ↑  Publikationsverzeichnis Anton Staudinger (Auswahl). (PDF; 70 kB) In: univie.ac.at. Universität Wien, 22. März 2010, abgerufen am 2. Februar 2024.

| Personendaten    | Personendaten                                   |
| ---------------- | ----------------------------------------------- |
| NAME             | Staudinger, Anton                               |
| KURZBESCHREIBUNG | österreichischer Historiker und Hochschullehrer |
| GEBURTSDATUM     | 6. März 1940                                    |
| GEBURTSORT       | Bad Hall                                        |
| STERBEDATUM      | 11. Januar 2025                                 |